# Helen van Slyke
Helen Lenore Vogt Van Slyke, (Washington, D. C., 9 de julho de 1919 – Nova Iorque, 3 de julho de 1979) foi uma publicitária, jornalista de moda, executiva da área de cosméticos e escritora americana.
Aos 50 anos, depois de uma brilhante carreira como mulher de negócios, Helen van Slyke resolveu aposentar-se e iniciar uma nova carreira, a de escritora. Nessa época, era vice-diretora de criação das empresas de Helena Rubinstein, depois de ocupar altos cargos executivos na publicidade, no mundo da moda e dos cosméticos. Chegou a dirigir, por exemplo, o lançamento de produtos da marca Givenchy nos Estados Unidos. Nascida a 9 de julho de 1919, em Washington, filha de Frederick H. Vogt e Lenore Siegel, Helen van Slyke começou a trabalhar muito cedo. Aos 14 anos, estreou como jornalista, e aos 19 tornou-se editora de moda do Washington Star, um recorde de precocidade. Seus livros, dirigidos principalmente ao público feminino, tratam de temas como as relações entre mãe e filha, o casamento interracial, e suas personagens são, em geral, mulheres de meia-idade divididas entre a independência e a insegurança. Ao morrer em julho de 1979, após uma cirurgia, Helen figurava na lista de best-sellers com mais de 6 milhões de exemplares vendidos e deixava um último romance, Amor nunca é demais. Seus livros foram traduzidos para 14 idiomas.

## Obras
| nº série | Título original                  | Título no Brasil                   | Tradução                       | Ano  |
| -------- | -------------------------------- | ---------------------------------- | ------------------------------ | ---- |
| 1        | The rich and the righteous       | Os ricos e os justos               | Vera Neves Pedroso             | 1971 |
| 2        | All visitors must be announced   | Todas visitas devem ser anunciadas | Augusto Alencastro             | 1972 |
| 3        | The heart listens                | As razões do coração               | Luzia Machado da Costa         | 1973 |
| 4        | The Santa Ana wind (a)           | O vento de Santa Ana               | Maria de Fatima Cruz Marques   | 1974 |
| 5        | The mixed blessing               | Entre o amor e a razão             | Vera Neves Pedroso             | 1975 |
| 6        | The best place to be             | A felicidade de cada um            | Luzia Machado da Costa         | 1976 |
| 7        | Always is not forever            | Eterno não é para sempre           | Mary Cardoso                   | 1977 |
| 8        | Sisters and strangers            | Irmãs e estranhas                  | Ana Lucia Deiró Cardoso        | 1978 |
| 9        | A necessary woman                | Uma mulher delicada                | Ruy Jungmann                   | 1979 |
| 10       | No love lost                     | Amor nunca é demais                | Francisco da Rocha Filho       | 1980 |
| 11       | Public smiles, private tears (b) | Rir para não chorar                | Maria Thereza de Rezende Costa | 1982 |

(a) Sob o pseudônimo de Sharon Ashton

(b) Escrito em coautoria com James Elward